# さいたま市立東岩槻小学校
さいたま市立東岩槻小学校（さいたましりつ ひがしいわつきしょうがっこう）は、埼玉県さいたま市岩槻区にある公立小学校。

## 規模
- 2019年度 - 児童数244人

## 沿革
- 1971年（昭和46年）4月1日 - 仮校舎にて岩槻市立東岩槻小学校が開校。
- 1972年（昭和47年）3月3日 - 現在地に新校舎完成。
- 1983年（昭和58年）4月1日 - 特殊学級開設。
- 2005年（平成17年）4月1日 - さいたま市に編入され、さいたま市立東岩槻小学校に改称。

## 交通
- 東武野田線 東岩槻駅から徒歩15分。